# Willem Gruyter

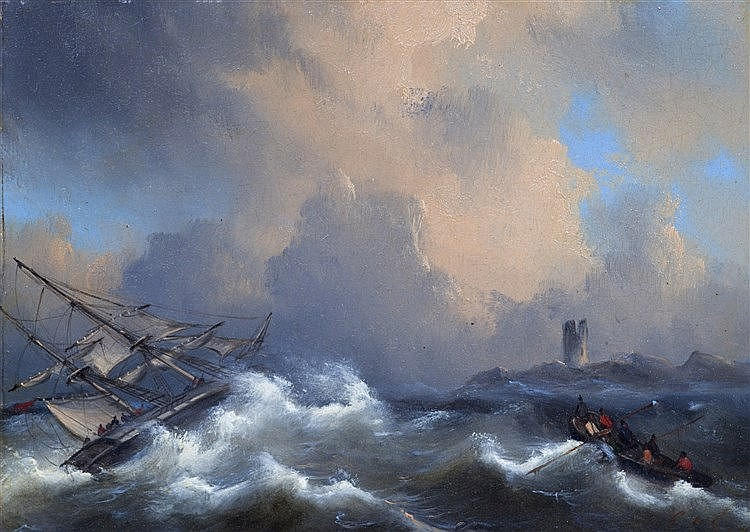
Schiff auf rauer See und Ruderboot

Willem Gruyter, genannt der Jüngere (* 4. September 1817 in Amsterdam; † 7. Januar 1880 ebenda), war ein niederländischer Marinemaler und Radierer. 

## Leben
Willem Gruyter der Jüngere war Sohn des Kunsthändlers Willem Gruyter des Älteren (1763–1832) und Vater des Marinemalers Jacob Willem Gruijter (1856–1908).
Er war Schüler von Hermanus Koekkoek des Älteren.
Er wurde 1853 Mitglied von „Arti et Amicitiae“.